# Jurij Vlasov
Jurij Petrovič Vlasov (in russo Юрий Петрович Власов?; Makiïvka, 5 dicembre 1935 – Mosca, 13 febbraio 2021) è stato un sollevatore, scrittore e politico sovietico, dal 1991 russo.
Come sollevatore è stato campione olimpico, mondiale ed europeo e detentore di diversi record mondiali nella categoria dei pesi massimi (oltre 90 kg). È stato il primo atleta della storia a sollevare 200 kg in una sola alzata. Ha partecipato ai Giochi Olimpici del 1960 e del 1964, di cui è stato entrambe le volte il portabandiera della rappresentativa sovietica.

## Biografia
Nato in Ucraina da genitori russi, Vlasov cominciò a praticare il sollevamento pesi nel 1956 mentre studiava all'Accademia dell'aeronautica militare di Mosca. Nel 1959 vinse il suo primo titolo nazionale sovietico sollevando 495 kg. nel totale di tre prove. Qualche settimana dopo partecipò ai Campionati mondiali ed europei di Varsavia, suo esordio in una grande competizione internazionale, vincendo subito la medaglia d'oro con 500 kg. nel totale, dopo aver realizzato il record mondiale della prova di strappo nella stessa competizione, battendo lo statunitense James Bradford (492,5 kg.).
Nel 1960, nel mese di maggio, vinse la medaglia d'oro ai Campionati europei di Milano con 500 kg. nel totale e, qualche mese dopo, partecipò alle Olimpiadi di Roma 1960, conquistando la medaglia d'oro con il record del mondo di 537,5 kg. nel totale, sconfiggendo gli statunitensi Bradford (512,5 kg.) e Norbert Schemansky (500 kg.), dopo aver realizzato nel corso della gara anche il record del mondo nella prova di slancio con 202,5 kg., primo atleta della storia a rompere la barriera dei 200 kg. in una alzata.
Nel 1961 Vlasov vinse la medaglia d'oro ai Campionati mondiali ed europei di Vienna con 525 kg. nel totale, battendo con ampio margine lo statunitense Richard Zirk (475 kg.) ed il finlandese Eino Mäkinen (462,5 kg.). L'anno successivo trionfò anche ai Campionati mondiali ed europei di Budapest con 540 kg. nel totale, prevalendo su Schemansky per 2,5 kg. Nel 1963 si confermò ancora una volta sul tetto del mondo, vincendo la medaglia d'oro ai Campionati mondiali ed europei di Stoccolma con 557,5 kg. nel totale, distanziando questa volta di 20 kg. lo statunitense Schemansky e di 30 kg. il connazionale Leonid Žabotyns'kyj.
Nel 1964, nel mese di giugno, Vlasov vinse la medaglia d'oro ai Campionati europei di Mosca con 562,5 kg. nel totale e, qualche mese dopo, partecipò alle Olimpiadi di Tokyo 1964, dove era il naturale favorito per la vittoria. Tuttavia si fece sorprendere dal connazionale Žabotyns'kyj, il quale vinse la gara con 572,5 kg. nel totale e Vlasov si dovette accontentare della medaglia d'argento con 570 kg. nel totale, con Schemansky al bronzo con 537,5 kg. nel totale. In quell'anno la gara olimpica era valida anche come Campionato mondiale. Deluso da questo risultato, decise di ritirarsi dalle competizioni subito dopo questa gara olimpica.
Ritornò alle competizioni nel 1966, non riuscendo più ad ottenere risultati importanti ai massimi livelli internazionali, ma riuscendo comunque a realizzare un record mondiale nella prova di distensione lenta nel 1967. Nel 1968 pose fine definitivamente alla sua carriera agonistica, durante la quale realizzò complessivamente 31 record mondiali, di cui 7 nella prova di distensione lenta, 7 nella prova di strappo, 9 nella prova di slancio e 8 nel totale. Si dedicò, pertanto, a tempo pieno alla scrittura.

## Attività di scrittore
Già durante l'attività agonistica, Jurij Vlasov cominciò a scrivere racconti a tema sportivo, per i quali vinceva dei premi in patria.
A partire dal 1962 partecipava alle manifestazioni internazionali di sollevamento pesi non solo come atleta in gara, ma anche come giornalista inviato del quotidiano Izvestija, uno dei più famosi e diffusi giornali dell'Unione Sovietica.
Nel 1964 pubblicò il suo primo libro dal titolo Себя преодолеть (Supera te stesso), altri ne seguiranno nell'arco di circa una trentina d'anni, il più famoso dei quali è stato Огненный крест (La croce di fuoco) pubblicato nei primi anni '90, una trilogia sulla vita durante e dopo la Rivoluzione russa.

## Attività politica
Parallelamente all'attività di scrittore, Vlasov intraprese anche la carriera politica. Già da quando era al culmine della sua popolarità, veniva inserito nelle delegazioni ufficiali dell'U.R.S.S. in visita a leader stranieri come Fidel Castro e Charles de Gaulle. Suo padre Pëtr Vlasov era un giornalista militare e diplomatico sovietico, che rivestì gli incarichi di console generale a Shanghai e di ambasciatore in Birmania.
Successivamente si interessò alla politica attiva, entrando a far parte nel 1989 del Congresso dei deputati del popolo dell'Unione Sovietica. Fortemente critico nei confronti del P.C.U.S. e del KGB, nello stesso anno si allontanò dal Partito.
Dopo il dissolvimento dell'U.R.S.S. fu eletto nel 1993 alla Duma di Stato della Federazione russa, dove rimase in carica fino al 1995.
Nel 1996, in aperta contrapposizione al presidente uscente Boris El'cin e alle riforme economiche da questi attuate, si candidò alle elezioni presidenziali, ottenendo però un risultato molto modesto e decise, così, di ritirarsi dalla vita politica.

## Altre attività
Dal 1985 al 1987 Jurij Vlasov è stato Presidente della Federazione sovietica di sollevamento pesi e dal 1987 al 1988 è stato il 1º Presidente della neonata Federazione sovietica di ginnastica atletica (bodybuilding), ricevendo durante questo mandato la visita di Arnold Schwarzenegger, tifoso di Jurij Vlasov durante la sua carriera di sollevatore.
Vlasov morì il 13 febbraio 2021 a Mosca.